# Тонга на летних Олимпийских играх 1992
Тонга принимала участие в Летних Олимпийских играх 1992 года в Барселоне (Испания) в третий раз за свою историю, но не завоевала ни одной медали. Страну представляли пять спортсменов, участвовавших в соревнованиях по лёгкой и тяжёлой атлетике.

## Лёгкая атлетика
Спортсменов — 4
Мужчины
| Спортсмен     | Вид              | Предваритель- ный круг | Предваритель- ный круг | Четвертьфинал | Четвертьфинал | Полуфинал | Полуфинал | Финал     | Финал     |
| Спортсмен     | Вид              | Результат              | Место                  | Результат     | Место         | Результат | Место     | Результат | Место     |
| ------------- | ---------------- | ---------------------- | ---------------------- | ------------- | ------------- | --------- | --------- | --------- | --------- |
| Толутау Коула | 100м             | 10,85                  | 6                      | Не прошёл     | Не прошёл     | Не прошёл | Не прошёл | Не прошёл | Не прошёл |
| Матеаки Мафи  | 200м             | 22,05                  | 5                      | Не прошёл     | Не прошёл     | Не прошёл | Не прошёл | Не прошёл | Не прошёл |
| Паеаки Кокоху | 400м с барьерами | 56,99                  | 5                      | Не прошёл     | Не прошёл     | Не прошёл | Не прошёл | Не прошёл | Не прошёл |
| Хомело Ви     | Десятиборье      |                        |                        |               |               |           |           | 6768      | 26        |

## Тяжёлая атлетика
Спортсменов — 1
| Спортсмен       | Категория | Масса | Рывок | Рывок | Рывок | Толчок | Толчок | Толчок | Всего | Место |
| Спортсмен       | Категория | Масса | 1     | 2     | 3     | 1      | 2      | 3      | Всего | Место |
| --------------- | --------- | ----- | ----- | ----- | ----- | ------ | ------ | ------ | ----- | ----- |
| Уаси Ви Кохиноа | 75 кг     | 74,50 | 85    | 90    | 90    | 110    | 110    | 115    | 200   | 31    |